# Frank Brickowski
Francis Anthony "Frank" Brickowski, né le 14 août 1959 à Bayville dans l'État de New York, est un ancien joueur américain de basket-ball ayant évolué aux postes d'ailier fort et de pivot.
Après avoir passé sa carrière universitaire dans l'équipe des Nittany Lions de Penn State, il a été drafté en 57e position par les Knicks de New York lors de la Draft 1981 de la NBA.